# Colegio Metropolitano de Panamá
La Escuela Metropolitana de Panamá ( MET ) es una escuela privada internacional ubicada en Green Valley en la Ciudad de Panamá, Panamá, Establecida en agosto de 2011, la escuela ofrece el plan de estudios IB a estudiantes desde la primera infancia hasta el grado 12. A partir de 2021, la escuela cuenta con más de 125 profesores internacionales que enseñan a más de 775 estudiantes de más de 45 países.

## Historia
En septiembre de 2017, el Colegio Metropolitano de Panamá se unió a Nord Anglia Education (NAE).

## Acreditaciones
El MET es un Colegio del Mundo del IB, hasta 2018 , la única escuela en Centroamérica autorizada para ofrecer el Continuum of Programs del IB, lo que significa que ofrece al menos tres de los programas básicos del IB.